# Логинов, Александр Николаевич (военный)
Александр Николаевич Логинов (1923—2006) — старший лейтенант Рабоче-крестьянской Красной Армии, участник Великой Отечественной войны, Герой Советского Союза (1945), лишён звания в 1951 году.

## Биография
Александр Логинов родился в 1923 году в селе Царевщина Балтайского района Саратовской области. В июле 1941 года он был призван на службу в Рабоче-крестьянскую Красную Армию Балтайским районным военным комиссариатом. С 15 сентября 1941 года командир отделения связи в 1035-м гвардейском артиллерийском полку. В январе-апреле 1942 года участвовал в боях против немецких войск в составе Юго-Западного фронта. С апреля 1942 года курсант 2-го Киевского артиллерийского училища. С ноября 1942 года командир огневого взвода в 30-м запасном артиллерийском полку.
С мая 1944 года командир взвода, с октября 1944 года — командир 4-й батареи 507-го армейского истребительного противотанкового полка на 3-м Украинском фронте, старший лейтенант.
Во время боёв за Кишинёв командир взвода батареи 507-го истребительно-противотанкового артиллерийского полка лейтенант Логинов огнём своего орудия подавил две огневые точки противника, мешавшие продвижению пехоты. За отличие в этом бою Логинов был удостоен медали «За боевые заслуги» (21.09.1944).
25 января 1945 года за отличие в боях под Варшавой Логинов был награждён орденом Красного Знамени.
Отличился в 1945 году, во время форсирования реки Одер. Командир батареи старший лейтенант Логинов участвовал в захвате стратегических пунктов и дорог в тылу немецких войск. Во время захвата города Фреденберг Логинов, несмотря на массированный огонь артиллерии и миномётов противника, выдвинулся с батареей на прямую наводку, и уничтожил 4 пулемёта с обслугой и около 60 вражеских солдат и офицеров, что обеспечило дальнейшее продвижение советских войск и захват города. 1 февраля 1945 года, форсировав Одер, Логинов в течение двух дней со своей батареей отразил 12 контратак противника, дождавшись подхода пехоты. В этих боях Логиновым были уничтожены до двух рот солдат и офицеров.
Указом Президиума Верховного Совета СССР от 24 марта 1945 года старший лейтенант Александр Логинов был удостоен высокого звания Героя Советского Союза с вручением ордена Ленина и медали «Золотая Звезда».
В 1946 году демобилизован, жил в Днепропетровске. Работал начальником инкубаторной станции.
25 января 1950 года Днепропетровским областным судом осуждён по Указу Президиума Верховного Совета СССР от 4 июня 1947 г. «Об уголовной ответственности за хищение государственного и общественного имущества» на 15 лет лишения свободы.
Указом Президиума Верховного Совета СССР от 17 декабря 1951 года Логинов был лишён звания Героя Советского Союза и других наград..
Освобождён в 1953 году по амнистии. Работал на стройках народного хозяйства. С 1957 года на строительстве газопроводов в системе Миннефтегазстроя. С 1 мая 1987 года на пенсии. Проживал в Днепропетровске.
Умер 28 декабря 2006 года.